# Сардања (Тренто)
Сардања је насеље у Италији у округу Тренто, региону Трентино-Јужни Тирол.
Према процени из 2011. у насељу је живело 903 становника. Насеље се налази на надморској висини од 571 м.